# 日耳曼敦战役
日耳曼敦战役（英語：Battle of Germantown）是在美国独立战争期间于1777年10月4日在宾夕法尼亚州的日耳曼敦发生的北美大陆军与英国军队之间发生的一场战斗。战役的结局英军获胜、大陆军失利。

## 背景
1777年9月26日布兰迪万河战役结束后，查尔斯·康沃利斯指挥下的英军将大陆军从费城逐出，而大陆军为了挽回颓势，在乔治·华盛顿将军的指挥下，向驻扎在距费城8公里的日耳曼敦威廉·豪将军麾下的9,000英军发起攻击。然而，大陆军发动这场战役却因准备工作过于匆忙和错过进攻时机，导致大陆军进攻英军失利。
日耳曼敦是一个狭长约3.2公里，由石砌房屋组成的小村庄，从北部的艾里山（Mount Airy）延申到南部的市场广场（Market Square）。从市场广场一条称为校舍街（Schoolhouse）通往西南方面，威沙基肯溪（Wissahickon Creek）注入斯库尔基尔河。威廉·豪将军在日耳曼敦的正南方，沿着校舍街（Schoolhouse）和教会街建造了营地。黑森傭兵军团驻扎在营地西面，以两个轻步兵大队固守威沙基肯溪（Wissahickon Creek）的左翼，市场广场（Market Square）驻扎的黑森军团一个旅和英军两个旅；詹姆士·格蘭特将军麾下的两个旅和两个龙骑兵大队以及一个大队的轻步兵配置在东面；来自纽约的亲英保皇党民军配置在右翼。营地军队全部约9,000人，而驻守费城的英军仅有3,000人。
作为大陆军方面，尽管财政困窘、缺乏训练、装备恶劣，但是华盛顿依然决定向英军发起突袭。华盛顿认为尽管在9月11日的布兰迪万河战役失利，但是大陆军依靠本土作战的优势，可以迅速弥补兵源的不足，远道而来的英军却没有这个优势。大陆军可以动员的兵力为11,000人，华盛顿认为这是击溃英军的最好机会，华盛顿的策略是兵分四路，通过两翼和中路夹击英军，以摧垮英军营地。

## 战斗经过
大陆军于1777年10月3日黄昏时节从营地出发。第一队由约翰·阿姆斯特朗将军率领的宾夕法尼亚的民兵在威沙基肯溪 (Wissahickon Creek）的对岸，向威廉·馮·克尼普豪森将军的黑森军团发射炮弹后迅速撤离；第二支队伍由威廉·斯莫尔伍德（William Smallwood）将军率领，穿过顺着Skippack Road（今天的宾夕法尼亚73号公路）奔向旧约克大道（Old York Road）攻击英军的右翼；第三支部队由纳撒尼尔·格林将军与亚当·斯特凡将军（Adam Stephen）和亞歷山大·麥道格爾（Alexander McDougall）将军率领的第四支部队一道顺着里莫基林大道（Limekiln Road）南下，计划袭击英军营地。
此时正是清晨5点左右，太阳刚刚升起，先头部队与艾里山（Mount Airy）的英军第40步兵连交上了火。英军在与数量占优的大陆军激战后，撤出阵地。由于英军之间未能协调好，Colonel Musgrave率领的120名士兵，撤退到州大法官的宅邸（house of Chief Justice Chew），以此作为工事依托，而大陆军则绕开Colonel Musgrave的部队，直接扑向1英里之外的英军营地。
在英军阵地方面，威廉·豪将军一面训斥惊魂未定的英军，一面迅速调整好防线。防线调整之后，大陆军的攻势也受到了阻遏。而华盛顿将军注意到了Colonel Musgrave据守的州大法官的宅邸（house of Chief Justice Chew），炮兵指挥亨利·诺克斯将军建议强攻这个宅邸。于是指挥预备队的威廉·麦克斯韦尔开始强攻宅邸，而诺克斯将军用四门3磅大炮向宅邸轰击，但是宅邸是用60公分厚的石材建造，炮弹无法穿过墙壁，步兵进攻也被击退。至少有70名大陆军在这次强攻宅邸中战死。
与此同时，格林将军的部队沿着里莫基林大道（Limekiln Road），在Luken's Mill遭遇到英军并击溃了英军。但是，清晨的大雾和大炮和枪的硝烟遮挡了视线，大陆军的攻势开始发生混乱，发生了自己人之间误射的情况。本来安东尼·韦恩将军原计划奇防守薄弱的英军营地，但是因为自我阵脚大乱，不得不退出战斗。而韦恩部队的撤退，使托马斯·康威（Thomas Conway）将军的左翼暴露在外。北面的亞歷山大·麥道格爾（Alexander McDougall）的部队遭到了保皇党派的游骑兵攻击之后，也退出了战斗。格林将军属下的弗吉尼亚第九军团试图挽救败局，但遭到了来自费城的康沃利斯将军的增援部队的反击，两股会合的英军包围了佛吉尼亚军团，并迫使其投降。格林将军得知大陆军的主力已经撤出战斗，就剩下自己是单枪匹马在对付英军，因此他也下令部队撤离战斗。

## 战役结束后
大陆军在这次战役中，阵亡152人，负伤521人，被俘400人。英军方面阵亡71人，负伤450人，失踪14人。这是大陆军继布兰迪万河战役后再次失利。斯特凡将军因为在行军中酗酒，最后被军事法庭解职，他的职位由拉法耶特来担任。
虽然这场战役以大陆军失利结束，然而这场战役三天后，10月7日大陆军在萨拉托加打响了另一场战役，10月17日英军北方面军向大陆军投降，萨拉托加大捷是独立战争后大陆军取得的首场胜利，而这场日耳曼敦战役将英军的主力部队牵制在了宾夕法尼亚，从战略上配合了萨拉托加方面的作战。